# Baltimore Colts 1974
La stagione 1974 dei Baltimore Colts è stata la 22ª della franchigia nella National Football League. L'allenatore al secondo anno Howard Schnellenberger fu licenziato dopo tre partite, dopo una discussione con il proprietario Robert Irsay su chi dovesse essere il quarterback titolare tra Marty Domres e Bert Jones. Il general manager Joe Thomas prese il suo posto e la squadra terminò con un record di 2-12, ultima nella propria division.

## Roster
| Roster dei Baltimore Colts nel 1974 |
| --- |
| Quarterback - 14 Marty Domres - 7 Bert Jones - 12 Bill Troup Running Back - 36 John Andrews FB - 23 Don McCauley - 26 Lydell Mitchell - 38 Bill Olds - 37 Joe Orduna Wide Receiver - 84 Tim Berra - 81 Roger Carr - 35 Glenn Doughty - 86 Freddie Scott - 28 Cotton Speyrer Tight End - 87 Raymond Chester - 83 Ron Mayo Offensive Linemen - 66 Elmer Collett G - 62 Ken Huff G - 57 Ken Mendenhall C - 61 Robert Pratt G - 62 Glenn Ressler G - 60 Dave Simonson T - 64 David Taylor T - 67 Bob Van Duyne G Defensive Linemen - 63 Mike Barnes DT - 79 Jim Bailey DT - 72 Fred Cook DE - 78 John Dutton DE - 65 Bill Windauer DT Linebacker - 51 Tony Bertuca - 32 Mike Curtis - 55 Dan Dickel MLB - 52 Tom MacLeod OLB - 53 Stan White OLB Defensive Back - 40 Bruce Laird SS/KR - 31 Nelson Munsey CB - 30 Doug Nettles CB - 25 Ray Oldham SS - 43 Tim Rudnick Special Team - 2 Toni Linhart K - 49 David Lee P                                                                       |
| Legenda - I rookie sono in corsivo. - Il primo ruolo è il principale mentre gli eventuali successivi indicano i ruoli secondari. - (IR) sta per Injured Reserve ed indica la lista ristretta per un solo giocatore infortunato che può tornare ad allenarsi dopo la settimana 6 e a rientrare in prima squadra dopo che questa ha giocato 8 partite. - (NF-Inj.) / (NF-Ill.) stanno rispettivamente per Non-Football Injured e Non-Football Illness ed indicano le liste dove viene inserito un giocatore che ha un infortunio o una malattia non dipendente dal football americano. - (PUP) sta per Physically Unable to Perform ed indica la lista dove viene inserito un giocatore mentre è in attesa di recuperare la condizione fisica. Nella stagione regolare dopo la sesta partita giocata dalla propria squadra, il giocatore ha tempo tre settimane per riprendere ad allenarsi, più tre settimane aggiuntive dal suo rientro agli allenamenti per rientrare in prima squadra. |

## Calendario
| Stagione regolare |              |                         |           |        |                      |          |
| Turno             | Data         | Avversario              | Risultato | Record | Stadio               | Pubblico |
| 1                 | 15 settembre | at Pittsburgh Steelers  | S 0–30    | 0–1    | Three Rivers Stadium | 48,890   |
| 2                 | 22 settembre | Green Bay Packers       | S 13–20   | 0–2    | Memorial Stadium     | 41,252   |
| 3                 | 29 settembre | at Philadelphia Eagles  | S 10–30   | 0–3    | Veterans Stadium     | 64,205   |
| 4                 | 6 ottobre    | at New England Patriots | S 3–42    | 0–4    | Schaefer Stadium     | 59,502   |
| 5                 | 13 ottobre   | Buffalo Bills           | S 14–27   | 0–5    | Memorial Stadium     | 40,626   |
| 6                 | 20 ottobre   | at New York Jets        | V 35–20   | 1–5    | Shea Stadium         | 51,745   |
| 7                 | 27 ottobre   | at Miami Dolphins       | S 7–17    | 1–6    | Miami Orange Bowl    | 65,868   |
| 8                 | 3 novembre   | Cincinnati Bengals      | S 14–24   | 1–7    | Memorial Stadium     | 36,110   |
| 9                 | 10 novembre  | Denver Broncos          | S 6–17    | 1–8    | Memorial Stadium     | 33,244   |
| 10                | 17 novembre  | at Atlanta Falcons      | V 17–7    | 2–8    | Atlanta Stadium      | 41,278   |
| 11                | 24 novembre  | New England Patriots    | S 17–27   | 2–9    | Memorial Stadium     | 34,782   |
| 12                | 1º dicembre  | at Buffalo Bills        | S 0–6     | 2–10   | Rich Stadium         | 75,325   |
| 13                | 8 dicembre   | Miami Dolphins          | S 16–17   | 2–11   | Memorial Stadium     | 34,420   |
| 14                | 15 dicembre  | New York Jets           | S 38–45   | 2–12   | Memorial Stadium     | 31,651   |

## Classifiche
| AFC East             |    |    |   |      |      |      |     |     |     |
|                      | V  | S  | P | %    | CONF | DIV  | PF  | PS  | STR |
| Miami Dolphins       | 11 | 3  | 0 | .786 | 6–2  | 9–2  | 327 | 216 | V3  |
| Buffalo Bills        | 9  | 5  | 0 | .643 | 5–3  | 7–4  | 264 | 244 | S2  |
| New England Patriots | 7  | 7  | 0 | .500 | 4–4  | 4–7  | 348 | 289 | S3  |
| New York Jets        | 7  | 7  | 0 | .500 | 4–4  | 5–6  | 279 | 300 | V6  |
| Baltimore Colts      | 2  | 12 | 0 | .143 | 1–7  | 1–10 | 190 | 329 | S4  |